# اندیس گچ توا
گچ توا یک اندیس غیرفلزی است که در حوالی شهر هفت سان استان چهارمحال و بختیاری قرار دارد سنگ میزبان این اندیس سنگ گچ است و دیرینگی آن به دوران میوسن می‌رسد. 